# Gerhard Schobinger

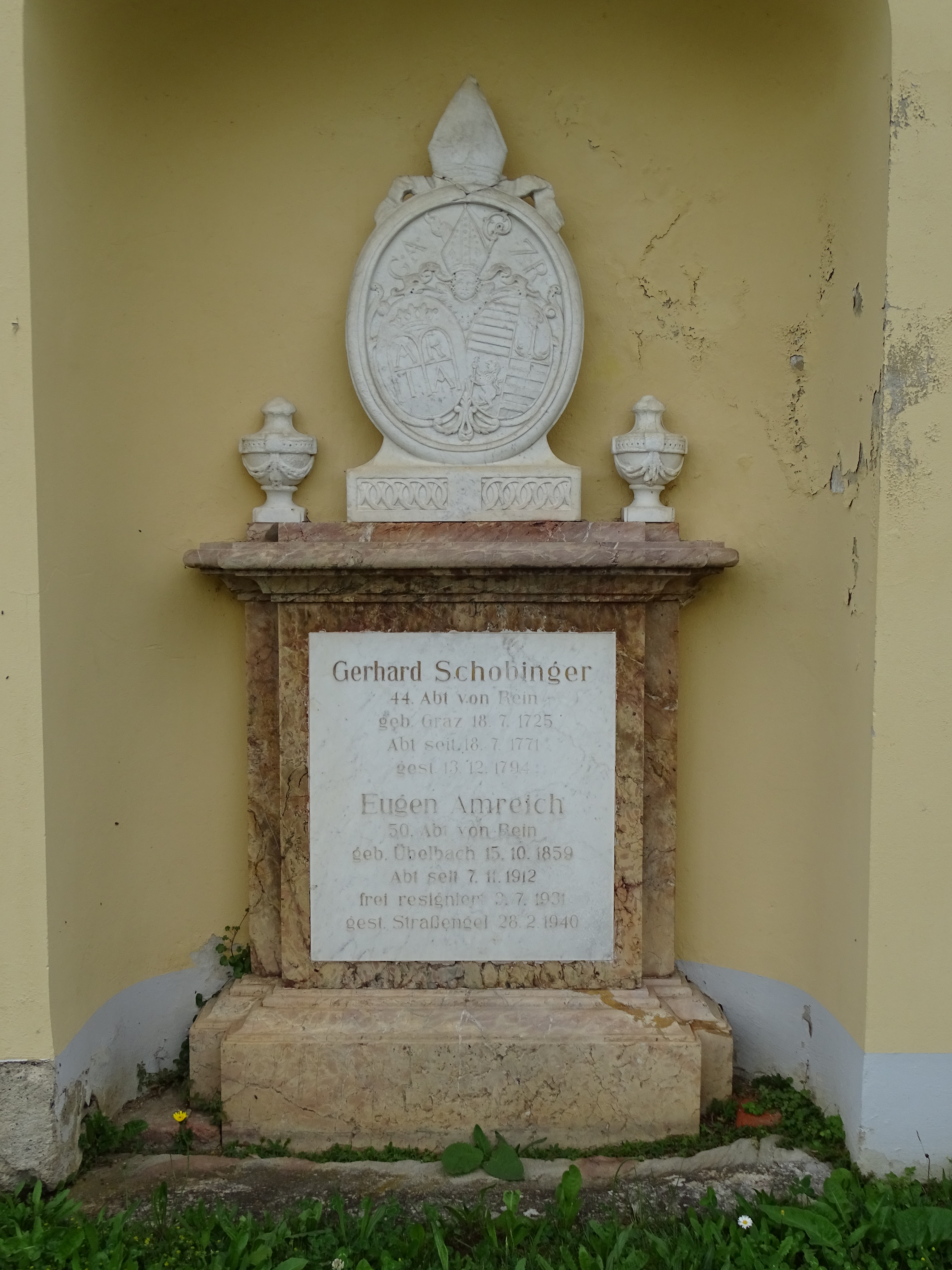
Grab von Gerhard Schobinger und Eugen Amreich am Friedhof Stift Rein-Eisbach

Gerhard Schobinger OCist (* 18. Juli 1725 in Graz; † 13. Dezember 1794) war ein österreichischer Geistlicher und der 44. Abt des Zisterzienserstiftes Rein in der Steiermark.

## Leben
Gerhard Schobinger wurde am 18. Juli 1725 in Graz geboren. Nach seiner Schulausbildung trat er in das Stift Rein ein, wo er den Ordensnamen Geradus erhielt. Am 29. September 1743 legte er die Profess ab und wurde im Jahre 1748 zum Priester geweiht. Als er am 18. Juli 1771 die Nachfolge des am 23. Februar 1771 verstorbenen Abtes Marian Pittreich antrat und zum Abt von Rein gewählt wurde, war Schobinger Pfarrer von St. Jakob in Thal. Während Schobingers Amtszeit wurden die letzten barocken Baumaßnahmen beim Stift und den dazugehörigen Liegenschaften im Besitz des Stiftes durchgeführt. 1772 wurde die neue Pfarrkirche in Thal, die ursprünglich als Sebastianskapelle bekannt war, geweiht. Im darauffolgenden Jahr erhielt die Stiftskirche eine neue Orgel und im Jahre 1779 wurde in Straßengel ein neuer Hochaltar errichtet. Im Jahre 1782 wurde der mittlerweile baufällig gewordene Turm der Abteikirche abgetragen und durch einen neuen ersetzt, der fortan und sogar noch heute (Stand: 2019) das Wappen Schobingers trägt.
Aufgrund der josephinischen Reformen in den Jahren 1780 bis 1790 wurde auch das Stift Rein, so wie alle anderen Klöster, finanziell schwer getroffen und musste deutliche wirtschaftliche Einbußen hinnehmen. Ab 1782 war das Stift durch eine mögliche Aufhebung bedroht; diese konnte jedoch unter anderem durch eine Eingabe der steirischen Stände beim Kaiser abgewendet werden. Kaiser Joseph II. verordnete die Gründung von neuen Seelsorgestellen, wodurch die Aufwendungen des Stiftes weiter anstiegen, während sich der Personalstand in dieser Zeit jedoch verminderte. Zu einem weiteren Einschnitt kam es, als die Stiftskirche der Gerichtsbarkeit des Bischofes von Seckau – zu dieser Zeit war Josef III. Adam Graf Arco im Amt – unterstellt wurde. Schobinger war der letzte Abt von Rein, der den Klöstern Landstraß in Krain, Viktring in Kärnten, Schlierbach und Wiener Neustadt in Österreich Äbte vorsetzte und als Generalvikar Visitationen der österreichischen Klöster vornahm. Diese endete als Kaiser Joseph II. die Exemtion der Klöster aufhob.
Am 13. Dezember 1794 starb Schobinger im Alter von 69 Jahren an den Folgen eines Schlaganfalls und wurde in weiterer Folge auf dem Stiftsfriedhof beerdigt. Sein Nachfolger als Abt von Rein wurde im September des darauffolgenden Jahres Abundus Kuntschak, der bis zu seinem Tod im Jahre 1822 rund 27 Jahre lang im Amt blieb.